# Eclissi solare del 30 novembre 1853
L'Eclissi solare del  30 novembre 1853, di tipo totale, è un evento astronomico che ha avuto luogo il suddetto giorno con centralità attorno alle ore 19:15 UTC. L'evento si è manifestato prevalentemente nell'Oceano Pacifico terminando nei paesi del sud America orientale.
L'eclissi ha avuto un'ampiezza massima di 164 chilometri e una durata di 4 minuti e 28 secondi. L'evento del 30 novembre 1853 divenne la seconda eclissi solare nel 1853 e la 132ª nel XIX secolo. La precedente eclissi solare si è verificata il 6 giugno 1853, la seguente il 26 maggio 1854.

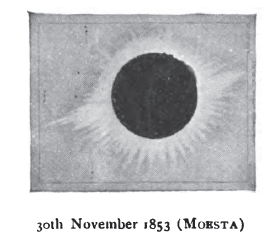
Riproduzione dell'eclissi solare del 30 novembre 1853 effettuato da Carlos Moesta, primo direttore del neonato Osservatorio astronomico nazionale del Cile, durante una spedizione nelle vicinanze di Pisco, sulla costa del Perù.

## Eclissi correlate

### Eclissi solari 1852 - 1855
Questa eclissi è un membro di una serie semestrale. Un'eclissi in una serie semestrale di eclissi solari si ripete approssimativamente ogni 177 giorni e 4 ore (un semestre) in nodi alternati dell'orbita della Luna.

### Ciclo di Saros 130
Questa eclissi fa parte del ciclo di Saros 130, che si ripete ogni 18 anni, 11 giorni, contenente 73 eventi. La serie è iniziata con un'eclissi solare parziale il 20 agosto 1096. Contiene eclissi totali dal 5 aprile 1475 al 18 luglio 2232. Non ci sono eclissi anulari nella serie. La serie termina al membro 73 come un'eclissi parziale il 25 ottobre 2394. La durata più lunga della totalità è stata di 6 minuti e 41 secondi l'11 luglio 1619. Tutte le eclissi di questa serie si verificano nel nodo discendente della Luna.